# Aaron Bellscheidt
Aaron Bellscheidt (ur. 3 czerwca 2003) – niemiecki zapaśnik walczący w stylu klasycznym.
Brązowy medalista MŚ wojskowych w 2025. Wicemistrz Europy U-23 w 2025. Mistrz kraju w 2024 roku.